# Stanhopea tolimensis
Stanhopea tolimensis är en orkidéart som beskrevs av Günter Gerlach. Stanhopea tolimensis ingår i släktet Stanhopea och familjen orkidéer. Inga underarter finns listade i Catalogue of Life.